# Nyckelhålet (film)
Nyckelhålet är en dansk-svensk porrfilm från 1974 med regi och manus av Paul D. Gerber. I rollerna ses bland andra Marie Ekorre, Torben Larsen och Max Horn.

## Om filmen
Inspelningen ägde rum i Danmark 1974 med Dirk Brüel som fotograf. Filmen klipptes av Lizzi Weischenfeldt och premiärvisades på biografen Mercur i Köpenhamn den 11 oktober samma år. Sverigepremiär hade den 27 januari 1975 på biografen Grand i Malmö.

## Handling
Författaren Søren Kristiansen får i uppdrag av producenten Per Hansen att skriva ett verklighetstroget manus till en porrfilm. Vad Hansen inte vet är att Søren har ett förhållande med Hansens dotter Mette och hon gör historien till en direkt beskrivning av hennes föräldrars sexliv.
Mette och Søren börjar spionera och avslöjar familjen Hansens sexliv. Allt tas med i manus, men när resultatet överlämnas till producenten, avfärdar denne det med kommentaren att så lever inga normala människor.

## Rollista
- Marie Ekorre – Mette Hansen
- Torben Larsen	– Søren Kristiansen, fotograf
- Max Horn – Per Hansen, filmproducent, Mettes far
- Bent Warburg – Jens, hans kompanjon
- Dorte Jensen – Lis Hansen, Pers fru
- Pia Larsen – Lone, Pers sekreterare
- Lene Andersen	– Ulla, massös
- Lisbeth Olsen – fotomodell
- Ina Løndahl – Marie Ekorres röst dubbad
- Kjeld Nørgaard – Max Horns röst dubbad

### Fotnoter
1. 1 2 3 4  ”Nyckelhålet”. Svensk Filmdatabas. http://sfi.se/sv/svensk-filmdatabas/Item/?itemid=4950&type=MOVIE&iv=Basic&ref=/templates/SwedishFilmSearchResult.aspx?id%3d1225%26epslanguage%3dsv%26searchword%3dnyckelh%C3%A5let%26type%3dMovieTitle%26match%3dBegin%26page%3d1%26prom%3dFalse. Läst 30 april 2013.